# Diamond Vision

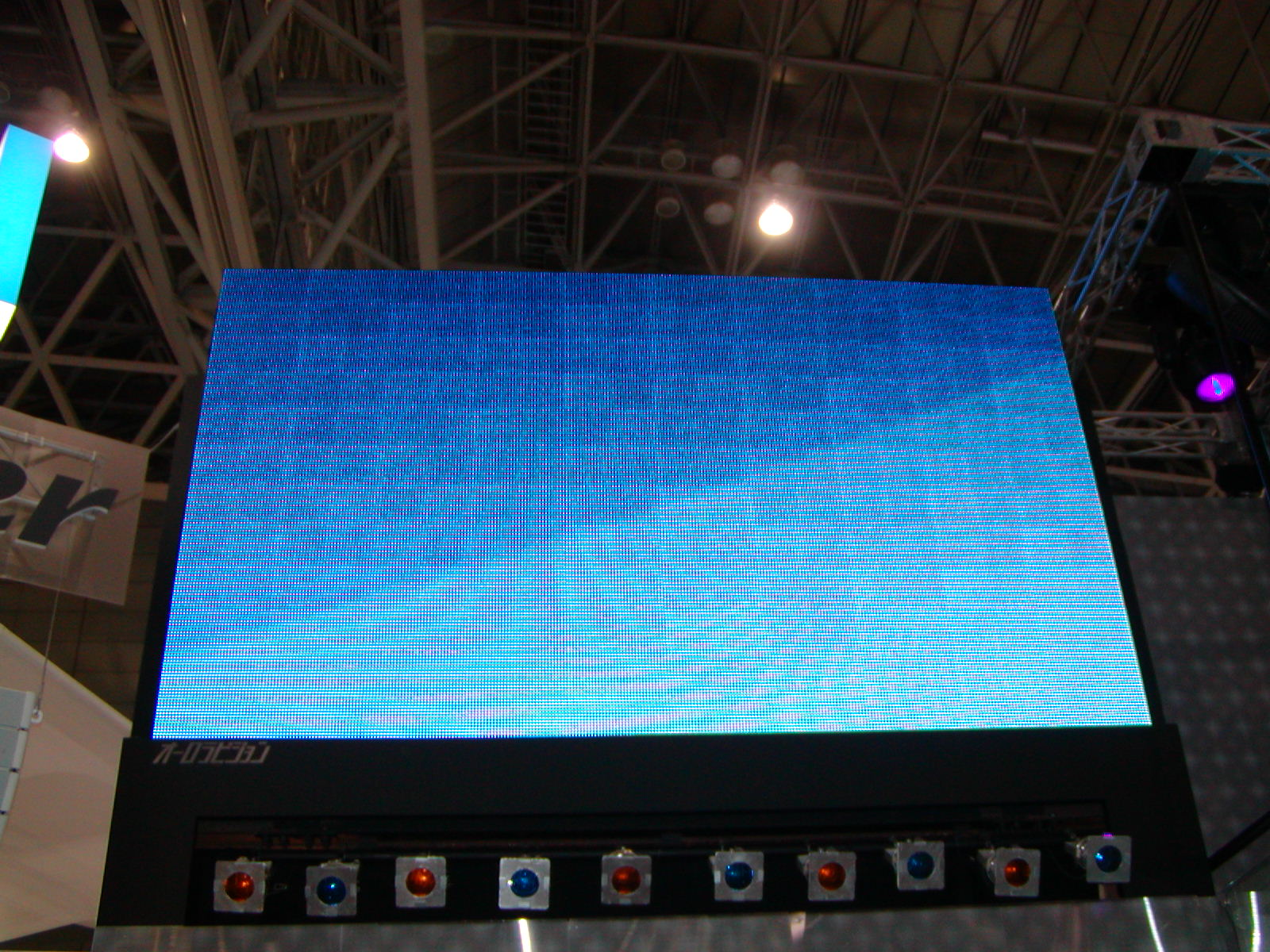
Pantalla Aurora Vision en el stand de Mitsubishi del CEATEC JAPAN 2005.

Las pantallas de Diamond Vision (conocidas como Aurora Vision en Japón) son pantallas de video a gran escala para lugares deportivos interiores y exteriores y aplicaciones comerciales, producidas por Mitsubishi Electric Corporation. Diamond Vision Systems es una división de Mitsubishi Electric Power Products, Inc. y tiene su sede en Warrendale, Pensilvania, donde ciertos productos están diseñados y montados para el mercado norteamericano.
Las pantallas de video Diamond Vision incorporan las tecnologías desarrolladas por Mitsubishi Electric. Para ángulos de visión amplios, las pantallas Diamond Vision utilizan LED tipo chip. Mitsubishi Electric también utiliza la tecnología de procesamiento patentada en las placas Diamond Vision para imágenes y reproducción de color.
Los premios de Diamond Vision incluyen un premio Emmy y el premio a la mejor tecnología deportiva del Sports Business Journal-Sports Business Daily. Además, las instalaciones de Diamond Vision han sido reconocidas cinco veces por Guinness World Records.
Diamond Vision Systems es el proveedor oficial de visualización de vídeo al aire libre de la PGA Tour.

## Hitos históricos
Mitsubishi Electric comenzó a fabricar e instalar pantallas de video a gran escala en 1980, con la introducción de la primera placa Diamond Vision en el Dodger Stadium de Los Ángeles para el juego de las Grandes Ligas de las Estrellas del mismo año.
En 2004, Diamond Vision Systems instala la pantalla más grande de Norteamérica de interior de alta definición (HD), que mide 34 pies por 110 pies, en el Coliseo en el Caesars Palace de Las Vegas, Nevada. Al año siguiente, la pantalla Diamond Vision LED en el Turner Field en Atlanta fue reconocido por Guinness World Records como pantalla de televisión de alta definición más grande del mundo.
Diamond Vision fue reconocido por Guinness World Records en 2009, cuando dos placas de video que miden 72 pies por 160 pies en el Cowboys Stadium de Arlington, Texas, fueron nombrados en vídeo de alta definición 1080p más grande del mundo.
En 2012, Diamond Vision Systems ganó un premio Emmy en el desarrollo pionero de grandes recintos, a gran pantalla directa Ver vídeo de color Muestra categoría.
A Diamond Vision 25.610 pies cuadrados de visualización de vídeo de alta resolución con una densidad de píxeles de 2.368x10.048 se instaló en Times Square en 2014.